# Kdang
KDang là một xã thuộc tỉnh Gia Lai, Việt Nam.
Xã KDang có diện tích 75,02 km², dân số năm 2015 là 6.810 người, mật độ dân số đạt 91 người/km².